# Ревізіоністський сіонізм

Карта Британського мандату на Палестину з 1920 по 1922

Прапор Руху Лехі.

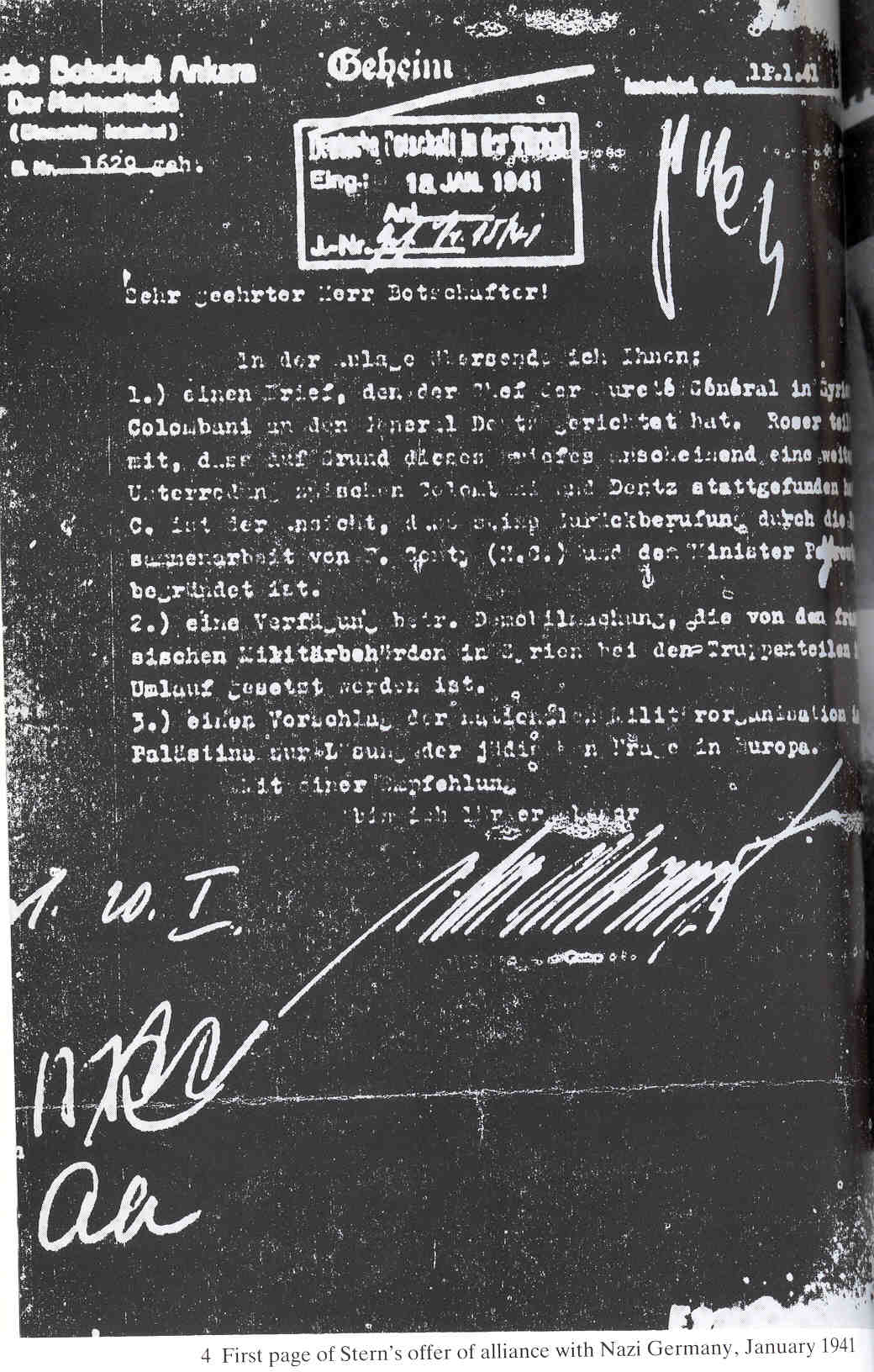
Лист членів Лехі до уряду Третього Рейху з пропозицією про сумісну боротьбу проти Британської імперії

Ревізіоні́зм — течія в політичному сіонізмі, що спирається на ідеї Володимира Жаботинського. Декларовані цілі сіоністів-ревізіоністів включали встановлення єврейської більшості в Палестині, відновлення розпущених після Першої світової війни єврейських збройних формувань і, в кінцевому підсумку, створення єврейської держави на обох берегах річки Йордан, тобто на всій території, відведеній Лігою Націй для створення національного осередку єврейського народу «єврейського дому».

## Термін
Ревізіонізм — ідейні напрямки, що проголошують необхідність перегляду (ревізії) будь-якої усталеної теорії або доктрини. Термін вперше був застосований в німецькій соціал-демократії стосовно концепції Едуарда Бернштейна, що оголосив про необхідність «ревізії» марксизму в нових історичних умовах.
Ревізіонісм існує у таких явищах:
- Ревізіонізм (в марксизмі)
- Історичний ревізіонізм
- Ревізіонізм (у сіоністському русі) в 1920—1930-х.

Сіоніський ревізіонізм ставить за головну мету створення держави Ізраїль в історичних межах, тобто на обох берегах річки Йордан.
Батьком сіонізм-ревізіонізму є Володимр Жаботинський.

## Передумови виникнення ревізіоністського сіонізму

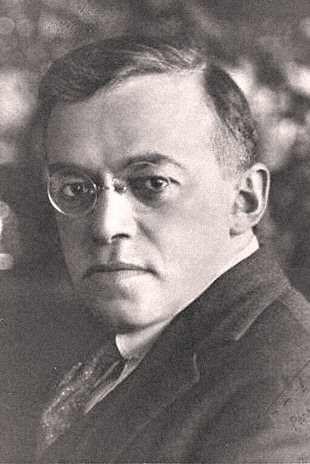
Жаботинський Володимир Євгенович, засновник Ревізіоністського сіонізму

У 1919 році на Паризькій мирній конференції і потім в 1920 році рішенням Ліги Націй Британській імперії був наданий мандат на управління Палестиною з метою «встановлення в країні політичних, адміністративних і економічних умов для безпечного створення та проведення освітніх, культурних заходів і створення єврейського національного дому».
У територію, визначену як Палестина в 1919 році, входили території сучасних Ізраїлю, Йорданії і Палестинської автономії. Надалі, проте, британські влада переглянула як питання про те, на якій частині території буде створено єврейський національний дім, так і зобов'язання щодо підтримки єврейської імміграції та поселенської діяльності, покладені на них Лігою Націй. Зокрема, вся частина підмандатної території на схід від річки Йордан була передана під управління еміра Абдалли, уродженця Мекки, а на єврейську імміграцію булу накладені жорсткі обмеження про що зокрема свідчить Біла Книга. Ці дії були, зокрема, пов'язані з тим, що крім гарантій, даних сіоністським лідерам, британці також дали суперечні їм такі ж зобов'язання арабським лідерам, які підтримали їх у бойових діях проти Османської імперії (британці обіцяли підтримати створення незалежних арабських держав на територіях, які до війни належали Османської імперії) в Першій світовій на Близькому Сході.

## Зародження ревізіоністської течії і ідеологічні розбіжності з класичним сіонізмом
У 1925 році видатний сіоністський діяч Володимир Жаботинський, розчарований політикою Великої Британії на території Палестини і примиренською позицією лідерів Всесвітньої сіоністської організації на чолі з Хаїмом Вейцманом, оголосив про створення Всесвітнього Союзу сіоністів-ревізіоністів. Цілі союзу передбачали перегляд, тобто ревізію, принципів політичного сіонізму.
В ядро нової організації, крім Жаботинського, входили його найближчі соратники: Меїр Гроссман, Йосип Шехтман, Соломон Гепштейн, Юлій Бруцкус і інші, які брали участь з ним у створенні «Єврейського Британського легіону» (який створив Жаботинсткий та довгий час керував ним) і співпрацювали в редакції тижневика «Світанок». Незважаючи на фактичне лідерство Жаботинського, першим головою Союзу був обраний Володимир Тьомкін. У програмі союзу пропонувалося здійснювати невпинний тиск на Велику Британію з метою забезпечення єврейської більшості на всій підмандатній території, відновлення Єврейського легіону — єврейських збройних формувань, які воювали в складі військ Антанти і розпущених після Першої світової війни, введення воєнного навчання серед єврейської молоді та зрештою створення єврейської держави по обидва боки Йордану.
Ревізіоністи розходилися з більшістю в керівництві сіоністського руху по ряду ключових питань. Вони не схвалювали названий ними «малим сіонізмом» курс на освоєння Ерец-Ізраелю шляхом створення поселень і поступового формування інфраструктури, при якому правовий аспект і питання міжнародної підтримки були залишені без уваги. Жаботинський, навпаки, надавав великого значення політичної діяльності, зокрема, створення єврейських державних структур в Палестині ще в період британського мандата і отримання міжнародних правових гарантій єврейської державності.
У 1927 році сіоністи-ревізіоністи ініціювали дискусію в лавах Всесвітньої єврейської організації про необхідність оголосити створення єврейської держави на обох берегах Йордану як кінцевою метою сіоністського руху. Ця пропозиція була відкинута більшістю депутатів XV Сіоністського конгресу, а при повторній спробі провести голосування щодо цієї пропозиції на XVII Сіоністському конгресі в 1931 році більшість, яка складалося з депутатів робочих сіоністських рухів, навіть не допустила самого голосування.
Суперечки між ревізіоністами і лівими сіоністськими партіями викликали також класовий підхід останніх. Сіоністи-соціалісти намагалися поєднати цілі національні та класові, тоді як ревізіоністи проголосили безумовний пріоритет національних цілей перед будь-якими іншими (в івриті ця ідеологія називалася «один прапор», івр. חד נס, хад ніс). Сам Жаботинський писав з цього приводу: «Мати два ідеали — все одно, що поклонятися двом богам».
Відповідно, ревізіоністи критикували переважну підтримку, яку Всесвітня сіоністська організація надавала сільськогосподарським поселенням комунального типу, зокрема кібуцам, і наполягали на рівній підтримці приватних підприємств і сімейних фермерських господарств. Ревізіоністи очолили опір монополії Гістадрута на регуляцію трудових відносин всередині Ішува. В цілому ревізіоністи дотримувалися ідей корпоративізму, хоча також підтримували і приватну конкуренцію, що характерно для ринкової економіки.
Інші розбіжності ревізіоністів з більшістю у Всесвітньій сіоністській організації були пов'язані зі ставленням до арабів Палестини, проти «умиротворення» яких ціною поступок виступали послідовники Жаботинського, і з ідеєю розширення Єврейського агентства за рахунок включення в нього несіоністських рухів, проти якої також виступали ревізіоністи.

## Жаботинський та Ревізіоністський Сіонізм

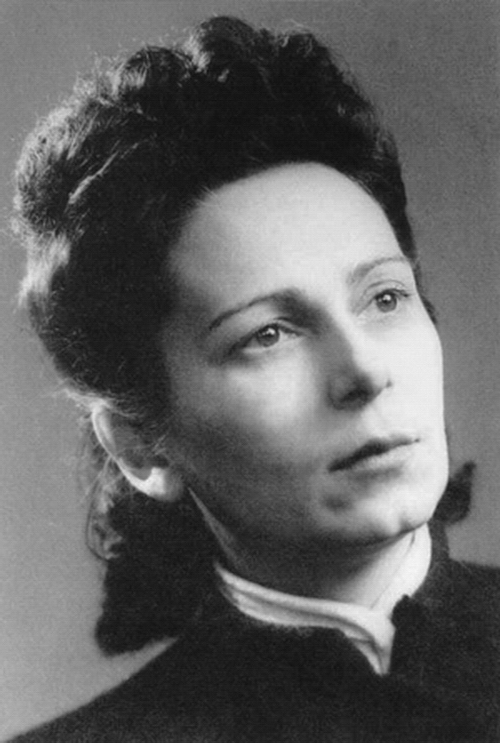
Ревізіоністка-сіоністка Скрябіна Аріадна Олександрівна (донька російського композитора Олександра Скрябіна) була засновницею Єврейської Армії в окупованому Парижі і була убита пронацисткою Міліце 1944 р. Вона була посмертно нагороджена Croix de guerre і Médaille de la Résistance.

Після 1-ї світової війни Жаботинський був обраний у перші законодавчі збори в Ішув, а в 1921 році він був обраний до Виконавчої ради Світової сіоністської організації (відома як Світова організація сіоністів після 1960 року). Він вийшов з останньої групи в 1923 році, головним чином через розбіжності думок з її головою Хаїмом Вейцманом. У 1925 році Жаботинський створив Ревізіоністський сіоністський союз у Світовому сіоністському конгресі, щоб висловлювати свої погляди, що включають активізацію співпраці з Британією з метою перетворення всього мандату на Палестину, в тому числі Самої Палестини та Трансйорданії, та протилежні сторони річки Йордан, в суверенну єврейську державу, лояльну до Британської імперії. З цією метою Жаботинський виступав за масову єврейську еміграцію з Європи та створення другого єврейського легіону для захисту майбутньої єврейської держави, коли та буде заснована. Переконаний англофіл, Жаботинський хотів переконати Британію, що єврейська держава буде слугувати в інтересах Британської імперії, можливо, навіть як її автономія на Близькому Сході.
Коли в 1935 році сіоністська організація не змогла прийняти програму Жаботинського, він і його послідовники відійшли від складу «нової сіонистской організації».
НЗО знову приєднався до ЗО в 1946 році. Сіоністська організація грубо складалася з Партії загальних сіоністів, які перебували у більшості, послідовників Жаботинського, які займали друге місце, і соціал-сіоністів на чолі з Давідом Бен-Гуріоном, який складався з меншості, але мав великий вплив.
Незважаючи на своє сильне представництво в сіоністській організації, ревізіоністський сіонізм мав невелику присутність в Ішуві, на відміну від соціалістичного сіонізму, який був домінуючим серед кібуц і робітників, а отже, і селищного підприємства. Загальний сіонізм був домінуючим серед середнього класу, який пізніше вирівнявся з ревізіоністами. У єврейській діаспорі ревізіонізм був представлний у Польщі, де його база була організована в різних політичних партіях та сіоністських молодіжних групах, таких як молодіжний рух Бейтар.
Пізніше Жаботинський наполягав на необхідністі створення своєї бази серед Ішуву і розробив бачення спрямування ревізіоністського руху та нового єврейського суспільства на економічну та соціальну політику, зосереджену навколо ідеалів єврейського середнього класу в Європі. Жаботинський вважав, що нова основа руху та філософія, протилежна соціалістично орієнтованим робочим сіоністам, залучить підтримку більшості сіоністів. До кінця 1930-х рр. Революціоністський сіонізм був розділений на три різні ідеологічні потоки: «центристів», Ірґун і «мессіаністів».
Відповідно до цього мислення, ревізіоністи включили в свій рух власну молодіжну організацію Бейтара. Вони також створили воєнізовану групу Ірґун, профспілку, Національну федерацію праці в Ерец-Ізраїлі та їхні власні служби охорони здоров'я. Останні були спрямовані на протидію зростаючої гегемонії трудового сіонізму над громадськими послугами через Гістадрут і спрямовані на відмову гістадрута надавати свої послуги доступним членам партії ревізіоністів.

## Ідеологія
Ревізіонізм відрізнявся від інших ідеологій в межах сіонізму переважно через його територіальний максималізм. Ревізіоністи мали плани та прагнули відродити Державу Ізраїль на всій території Палестини і наполягали на єврейському праві на суверенітет над усією територією Ерец-Ізраїлю, що охоплює всю Палестину. Створений Британією у 1921 року Емірат Трансйорданії негативно вплинув на подальший розвиток цієї мети. До того як Ізраїль досяг державності в 1948 році, ревізіоністський сіонізм став відомий своєю агресивною пропагандистською позицією та тереростичними діями проти британського і арабського панування в регіоні.
Найважливішою політичною метою ревізіонізму було встановлення та підтримання територіальної цілісності в межах історичних земель Ізраїлю; його представники хотіли створити єврейську державу з єврейською більшістю на обох берегах річки Йордан.
Єврейська державність завжди була головною ідеологічною метою для ревізіонізму, але її не можна було придбати ціною розмежування Ерец-Ісраелю. Жаботинський та його послідовники з Бейтару, Нової сіоністської організації (НЗО) і Хатзохару послідовно відкидали пропозиції про розмежування Палестини на арабську державу та єврейську державу. Менахем Бегін, який став головою рнвізіоністів і почав втілювати ревізіоністський сіонізм після смерті Жаботинського 1940 року, виступив проти розділу Палестини Організацією Об'єднаних Націй. Ревізіоністи вважали, що наступний розділ Палестини за Родоським договором про перемир'я 1949 року вважається незаконним[джерело?].
Протягом перших двох десятиліть після проголошення декларації про незалежність Ізраїлю і утворення Держави Ізраїль у травні 1948 р. головна ревізіоністська партія Херут (заснована в червні 1948 р.) залишилася в опозиції до цих подій. Партія повільно почала переглядати свою ідеологію, прагнучи змінити ситуацію втрачання прихильників і влади та прагнула отримати політичну владу. Основною вимогою ревізіоністів, до кінця 1950-х років контроль був над Йорданським кордоном як невід'ємний елемент ревізіоністської ідеології. Після злиття Хератк з Ліберальною партією в 1965 році, посилання на ідеал єврейського суверенітету над «обома берегами Йордану» з'являються все рідше. До 1970-х років легітимність та незалежність Йорданії більше не ставилася під сумнів. У 1994 році повна практична відмова від принципу «обох боків Палестини» була очевидна, коли переважна більшість членів «Лікуда» (МК) виступили за Ізраїле-Йорданський мирний договір.
У той день, коли в червні 1967 року почалася Шестиденна війна, ревізіоністи, як частина фракції ГАХАЛ, приєдналися до уряду національної єдності під час правління прем'єр-міністра Леві Ешколя. Партія Бен-Гуріона Рафі також приєдналася до уряду.
Війна закінчилася і Соціалістичний сіонізм, щоб понизити позиції ревізіоністів прагнула виключити їх з правління. Напередодні війни домінуюча партія Мапай вважала, що всі партії повинні дійти згоди і діяти спільно, зокрема і включаючи ревізіоністську опозицію і її теж потрібно було включити в надзвичайну урядову національну єдність. Ця акція допомогла узаконити думки опозиції. Це також показало, що домінуюча сторона більше не відчувала, що вона є монополістом влади.
Цей союз, який діяв до серпня 1970 року, коли Бегін і Гаал залишили Голоду Меїр та П'ятнадцятий уряд Ізраїлю. Деякі джерела вказують, що відставка відбулася через розбіжності у плані плану Роджерса та є припинення вогню з Єгиптом уздовж Суецького каналу. Інші вазівці, включаючи Віліама Квандта, зазначають, що Бегін залишив «уряд єдності», оскільки Лейбористська партія офіційно прийняла Резолюцію Ради Безпеки ООН 242 в середині 1970 року[джерело?] 5 серпня 1970 року сам Бегін пояснив свою відставку перед Кнессетом, кажучи:

«Нас дуже хвилює, що означають слова „виведення військ із територій, що були введені у 1967 році Ізраїлем“, іншими словами, з Юдеї та Самарії. Не з всієї території; але, по всій думці, з більшості з них.»

Слідом за захопленням Ізраїлем Західного берегу і Гази в шестиденній війні 1967 р. територіальні прагнення ревізіонізму концентрувалися на утриманні цих територій. Ці райони були набагато важливішими для стародавньої єврейської історії, ніж Східний берег Йорданії та більшість районів у межах ізраїльських кордонів після 1949 року. У 1968 році Бегін визначив «вічним маєтком наших предків» «Єрусалим, Хеврон, Вифлеєм, Юдею та Сихем Наблус» на Західному Березі. У 1973 році передвиборна платформа Херута закликала до анексії Західного берега та Гази. Коли Менахем Бегін став лідером широкої коаліції Лікуду (1973), а незабаром після цього прем'єр-міністром (на посаді: 1977—1983 рр.), Він значно змінив екстенсивні територіальні цілі Херута. Прагнення партії об'єднати всю Палестину під єврейське правління були зменшені. Натомість Бегін говорив про історичну єдність Ізраїлю та Західного Берегу, навіть натякаючи на те, що він зробить територіальні поступки в Сінаї як частину повного мирного врегулювання.

## Сьогодення

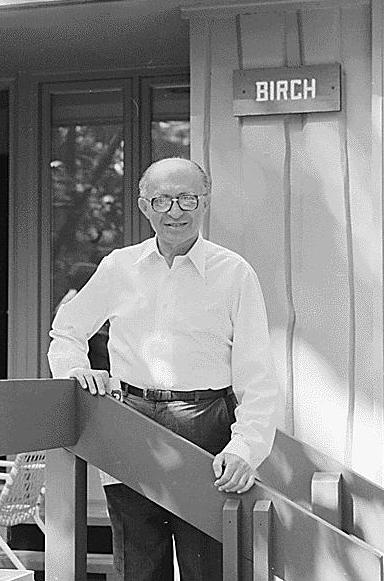
Манехем Бегін у 1978. Бегін, був головою Ірґуну, ярим прихильником ревізіонізму. Він був найяскравішим представником даної течії в Ізраїлі в нові часи після здобуття Незалежності.

У жовтні 1948 року колишні члени Ецелу, розпущеного місяцем раніше, створили рух Херут. На виборах у Кнесет 1-го скликання (січень 1949 р.) вони завоювали 14 мандатів. Окремому ревізіоністські списку не вдалося провести жодного кандидата. У 1950 р. всі ревізіоністські організації, що діяли в різних країнах світу, утворили Всесвітній союз сіоністів-ревізіоністів — Херут (Бріт олам ха-Цохар — Херут), причому рух Херут було визнано його єдиним представником в Ізраїлі. Деякі колишні лідери Партії єврейської держави (наприклад, М. Гроссман), які відмовилися увійти в цей союз, приєдналися згодом до загальних сіоністів.
На 23-му Сіоністському конгресі (серпень 1951 р.) Всесвітній союз сіоністів-ревізіоністів — Херут представляли 33 делегати, на наступних конгресах (до 28-го включно; січень 1972 р.) — від 49 до 53 делегатів. В Ізраїлі рух Херут був із середини 1950-х рр. провідною опозиційною партією (в 1965-73 рр. — в складі блоку Гахана, з 1973 р. — в рамках блоку Лікуд). У 1977-92 рр. Лікуд, в який увійшли Херут, Ліберальна партія і ряд дрібніших угруповань, становив основу урядових коаліцій, з липня 1992 року знову очолює опозицію. Виборча перемога Лікуда в 1977 р. і його відносний успіх в 1981, 1984 і 1988 рр. сприяли збільшенню представництва Світового союзу сіоністів-ревізіоністів — Херут на сіоністський конгрес і в центральних органах Всесвітньої сіоністської організації. Так, на 29-му Сіоністському конгресі (лютий-березень 1978 р.) було 77 делегатів союзу (з 560), на 30-му (грудень 1982 р.) — 86 делегатів (з 570). На всіх конгресах, починаючи з 29-го, вони входять в єдину фракцію Лікуда.
В даний час організації сіоністів-ревізіоністів діють в Австралії, Австрії, Аргентині, Бельгії, Бразилії, Великій Британії, Італії, Канаді, Коста-Риці, Мексиці, Нідерландах, Росії, США, Уругваї, Фінляндії, Франції, Чилі, Швеції, Південно-Африканській республіці й у деяких інших країнах. Вони в основному поділяють програму Лікуду.

## Лехі

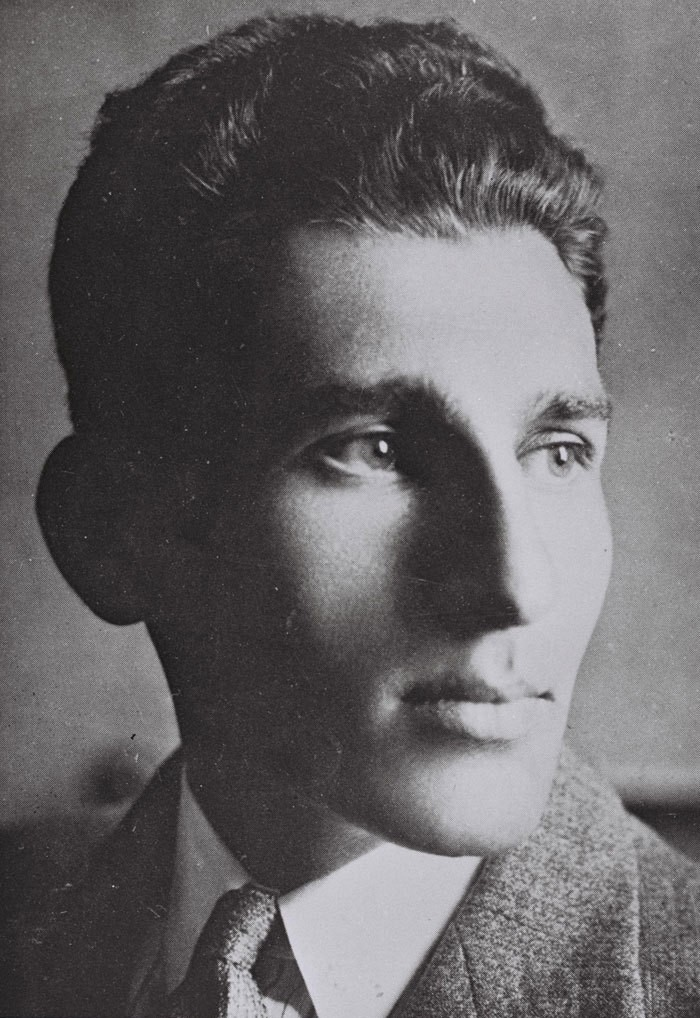
Абрахам Штерн

Рух під назвою «Лехі», прозваний британцями «Бандою Штерна», був очолений Авраамом «Яїр» Штерном. Штерн не приєднався до Ревізіоністської сіоністської партії Херут в університеті, а замість нього приєднався до іншої групи під назвою «Хулда». Він утворив Лехію в 1940 році як відгалуження від Іргуну, який спочатку називався «Іргун Звай Леумі є-Ізраїлем» (Національна військова організація в Ізраїлі або НМО). Після смерті Штерна в 1942 році, вбитого британським поліцейським Мортоном, відбулися арешти багатьох його членів, і ця група перейшла у підпілля, поки вона не була реформована як «Лехі» під тріумвіратом Ісраела Ельдада, Натана Єлінна-Мора і Іцхак Шаміра. Лехі керував також духовний лідер Грінберг Урі-Цві.
Лехі, зокрема їхні члени у в'язниці, були заохочені у своїй боротьбі рабином Артем Левинос, дуже шанованого єврейського мудреця того часу. Сорок років пізніше Шамір став прем'єр-міністром Ізраїлю.

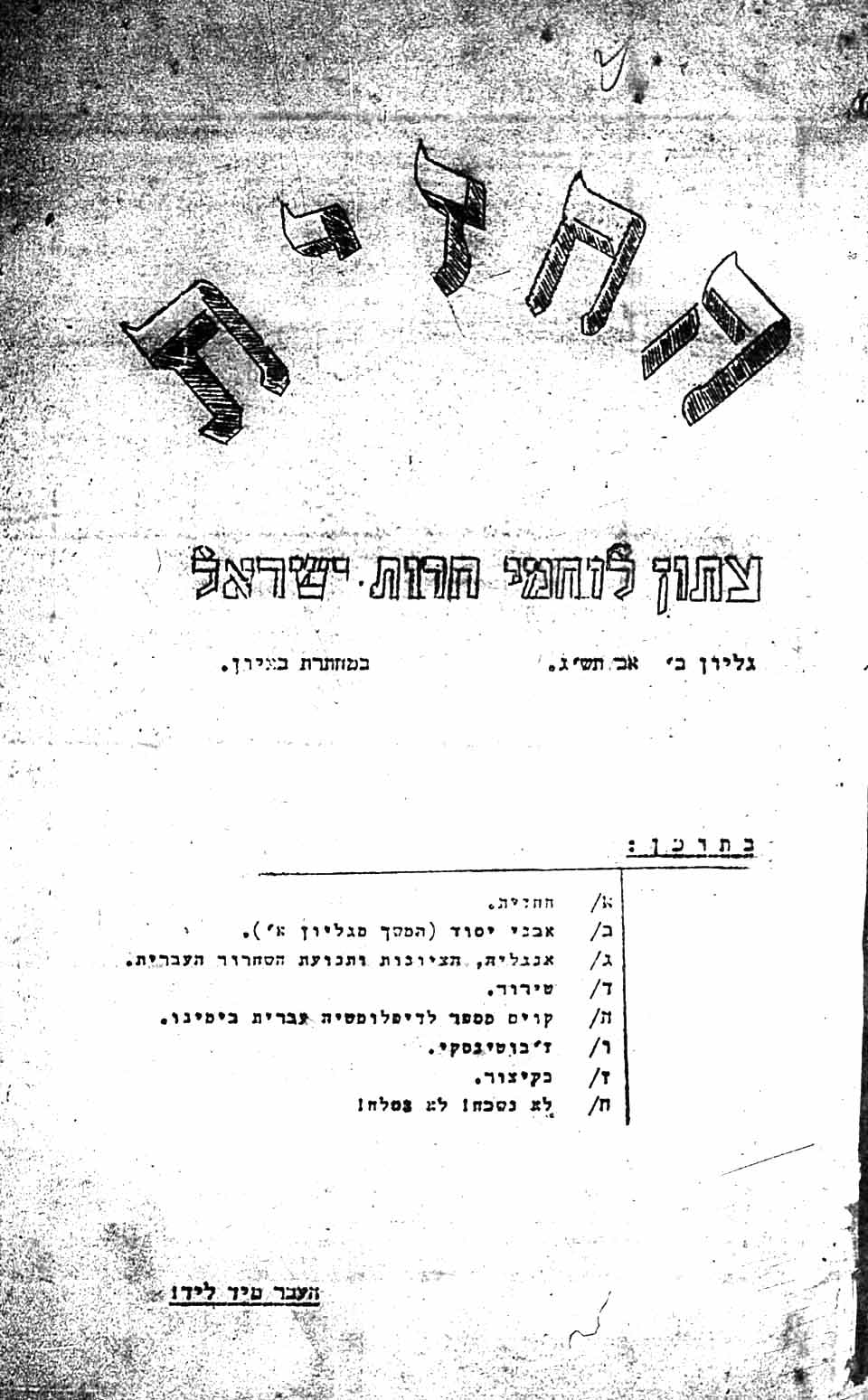
Обкладинка підпільної газети «Легі», 1943

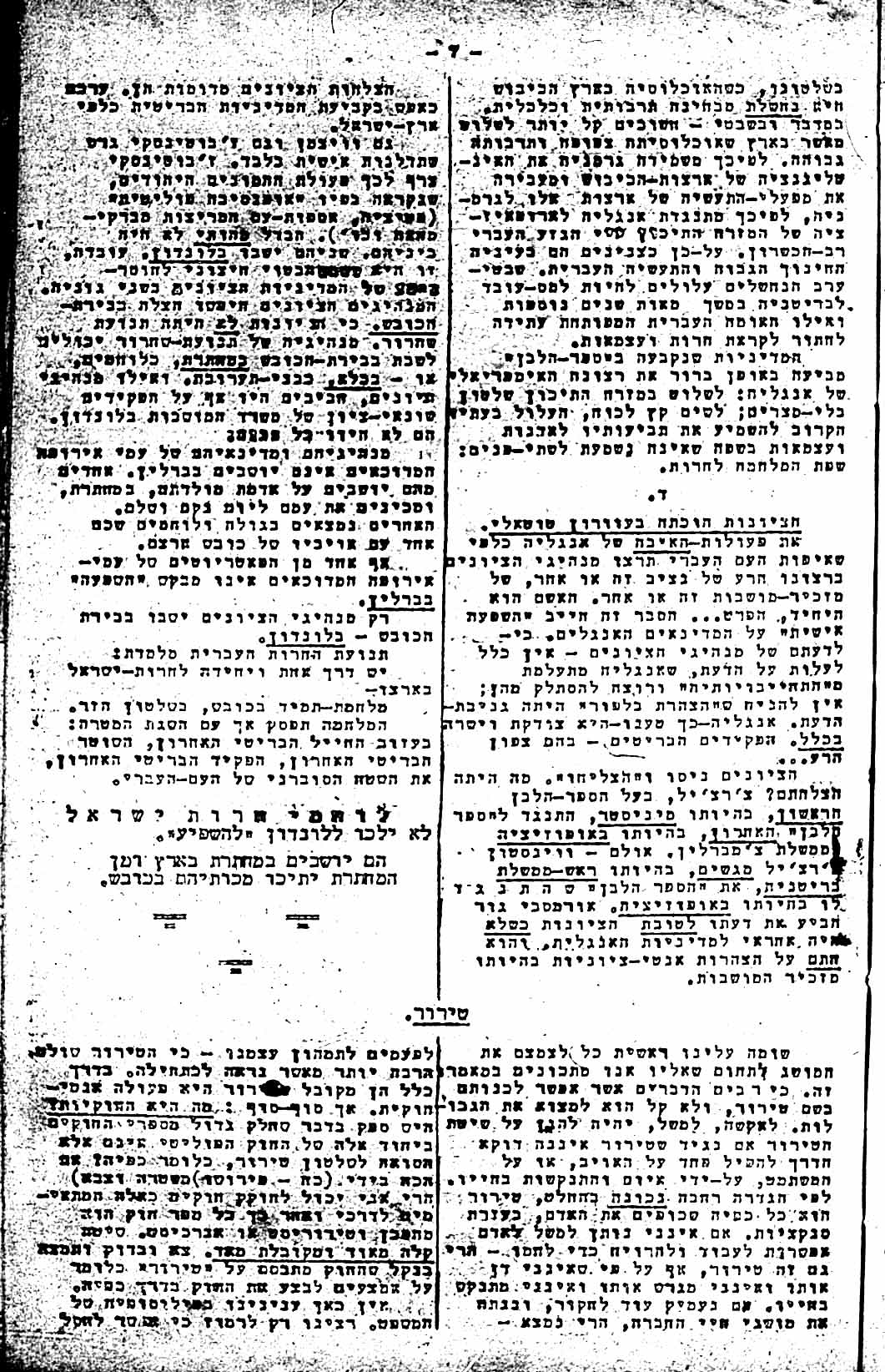
Одна сторінка газети, яку видавала організація

Іргун і, меншою мірою, Лехі, перебували під впливом романтичного націоналізму італійського націоналіста Джузеппе Гарібальді. Діяльність руху була незалежною від будь-якого керівництва діаспори, але її підтримували окремі члени діаспори. Коли Іргун припинив свою антибританську діяльність проти англійців під час Другої світової війни, до 1944 року, Лехі продовжував партизанську війну проти британської влади. Він вважав, що британське володіння підмандатною Палестиною є незаконним, тобто окупацією, і зосереджувала свої напади в основному на британських цілях (на відміну від інших підпільних рухів, які також брали участь у боротьбі з арабськими напівійськовими групами.
У 1940 році Лехі запропонував втрутитися у Другу світову війну на стороні Нацистської Німеччини, щоб допомогти їм вигнати Велику Британію з Палестинського мандату та запропонувати свою допомогу в «евакуації» євреїв Європи. Наприкінці 1940 року представник Лехі Нафталі Любенчік був відправлений до Бейруту, де він зустрівся з німецьким чиновником Вернером Отто фон Хентінгом.
Ув'язнені члени Лехі, захоплені англійцями, взагалі відмовлялися від наданого захисту, коли вони були поставлені до суду в британських судах. Вони лише зачитали заяви, в яких заявили, що суд, який представляє окупантів, які не мають юрисдикції над ними. З цієї ж причини в'язні Лехі відмовлялися претендувати на амністію, навіть коли було ясно, що це б позбавило їх від смертної кари. У двох випадках чоловіки-лехі здійснили самогубство у в'язниці, щоб позбавити англійців можливості їх повісити.
Напруженість між Іргуном і Лехі зникла, коли ці дві групи підписали союз під час Ізраїльської війни за незалежність.
Угруповання Лехі в 1948 році влилося в Армію оборони Ізраїлю. Керівник організації Н. Ялін-Мор пройшов до першого складу Кнесету. Іцхак Шамір у 1970-80 зробив політичну кар'єру і в 1983-84 та 1986-92 був прем'єр-міністром Ізраїлю.

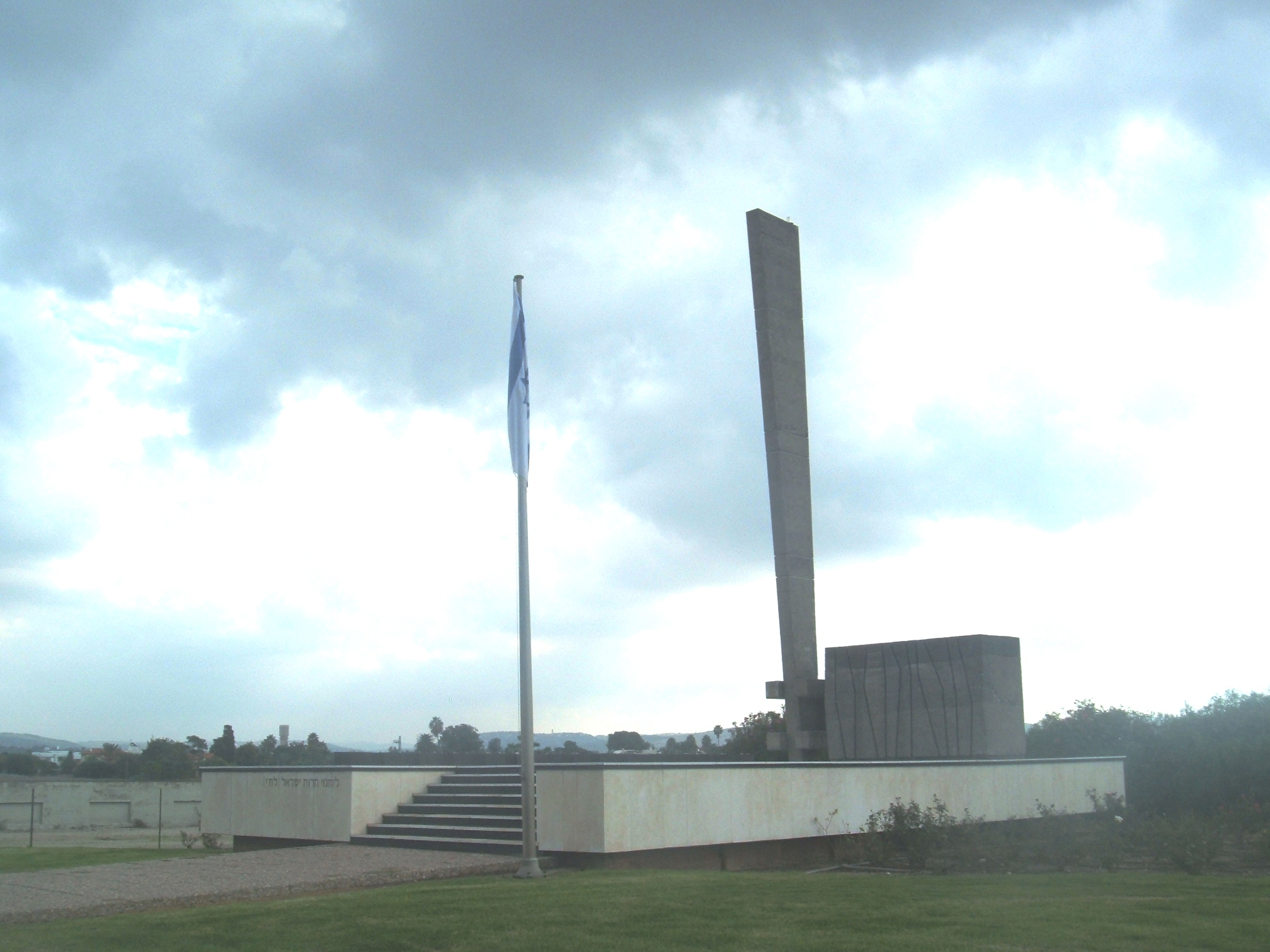
Пам'ятник, зведений в пам'ять воїнів Лехі, біля Кір'ят Ати.

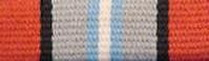
Написав колишніх членів організації Лехі

## Ірґун

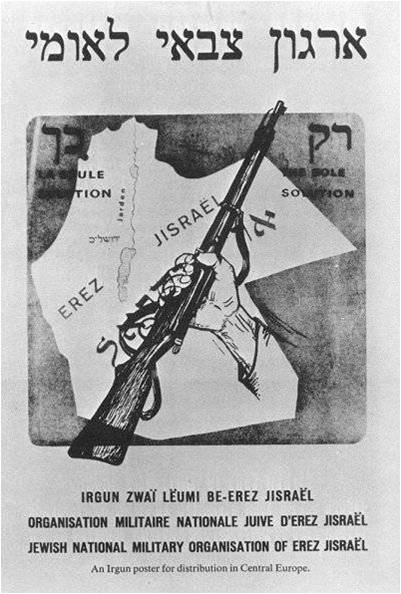
Плакат Ірґуна призначений для розповсюдження в Європі — на карті показано Ізраїль в рамках Британського мандату на Палестину, відповідно до Декларації Бальфура. Члени організації мали на меті створення єврейської держави.

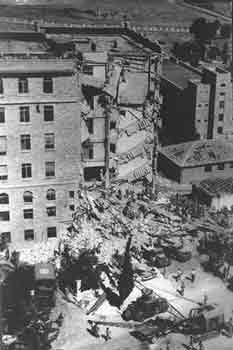
Готель «Король Давид» після того як була здійснена терористична акція членами ірґуну. Від бомбової атаки загинуло близько 90 осіб, включаючи євреїв, арабів та британців — 22 липня 1946 року.

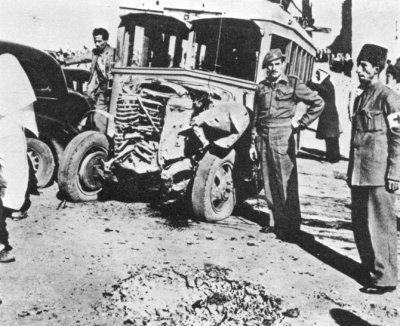
Арабський автобус, знищений бомбою Ірґуну. Сім арабів загинули. — 29 грудня 1947 р

Ірґун Цвай Леумі («Національна військова організація» івр. ארגון צבאי לאומי). Бере свій початок в молодіжного руху Бейтар). Ірґун (скорочення від «Irgun Tsvai Leumi») — молодіжний рух, створений у Польщі, який заснував Володимир Жаботинський. До 40-х років вони переселили багатьох своїх членів з Європи та Сполучених Штатів до Палестини. Рух зараз діє автономно з керівництва Хатзохар.
Місцеві органи влади Польщі вирішили організувати даний рух, його члени здебільшого були селянами, які проживали на землі. Хоча Жаботинський продовжував лобіювати інтереси Британської імперії, Ірґун отримав таких керівників як Давид Разієл, а пізніше Менахема Бегіна. У політичному плані вів боротьбу проти робочих сіоністів, а у військовому — проти британців за створення Єврейської держави, незалежно від будь-яких наказів від Жаботинського.
У 1937 році в організації стався розкол, спричинений розходженням у поглядах на подальшу тактику боротьби. Майже половина з 3000 членів організації повернулися до Хагани.

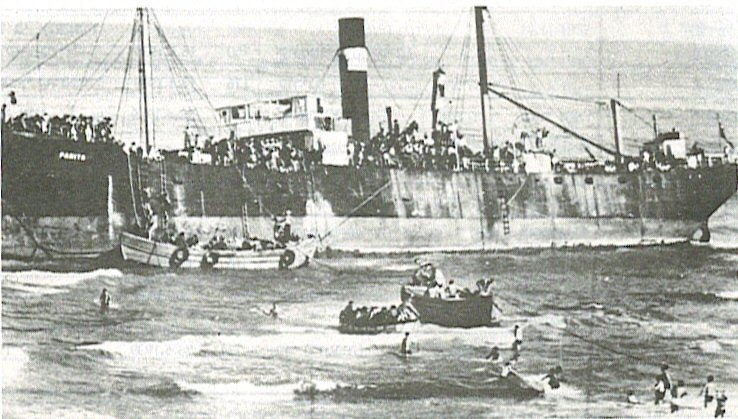
Нелегальні іммігранти їдуть на кораблі до Тель-Авіву. Корабель «Patria» — 22 серпня 1939 року.

Ірґун також широко займався питаннями міграції. В загальній кількості вони пересадили більш як 18 тисяч євреїв. Робили вони це в часи коли видавалася так звана Біла Книга та було встановлено квоти на переселення євреїв до Палестини.
Працювали часто в конфлікті (але часом і в координації) з своїми суперниками єврейських підпільних ополчень, таких як «Хагана» і «Лехі» (або групою Штерна), зусилля Іргуна були важливими в озброєній боротьбі проти британських та арабських сил у 1930-х і 1940-х роках, і в результаті стали визначальними в завершальних подіях Арабо-ізраїльських війни 1948 року. Після 1948 р. члени Іргуна були демобілізовані або безпосередньо включені до військових лав ізраїльських сил оборони; і на політичному фронті Іргуністська ідеологія знайшла новий засіб вираження в партії «Херут» (або «Свобода»).
.

## Ревізіоністський сіонізм: ідеологія та їх зміна
Ідеологічно, ревізіонізм виступав за створення єврейської держави на обох сторонах річки Йордан, тобто держави, яка включатиме сьогоднішній Ізраїль, а також Західний берег, Гази і всю або частину сучасної Йорданії.
Тим не менш, умови Мандату дозволили Британії обмежити єврейське переселення та створення поселень на території мандату. У 1922 році, перш ніж мандат офіційно набрав чинності в 1923 році, був укладений Трансйорданський меморандум з новими умовами, що стосувалися єврейського поселення. У 1925 р. у Білій книзі британський уряд дав зрозуміти, що пункти, викладені в Декларації Балфура полягали в тому, що «єврейський національний дім» повинен бути створений «в» Палестині, а не в тому, що вся Палестина стане єврейським національним домом. Усі три ревізіоністські потоки, в тому числі центристи, які виступали за британський стиль ліберальної демократії, та ще дві бойові організації, такі як Іргун і Легі, підтримали єврейське поселення з обох боків ріки Йордан; в більшості випадків суперечки відрізнялися лише тим, як слід досягти мети. Деякі прихильники соціал-сіонізму, такі як Бен-Гуріон, також прийняли цю програму для єврейської держави. Жаботинський хотів отримати допомогу Британії в цій справі, а Лехі та Іргун, після смерті Жаботинського, хотіли завоювати обидві сторони річки незалежно від британців. Іргунський потік ревізіонізму виступив проти поділу влади з арабами. На тему «Переселення» (вигнання арабів) заяви Жаботинського були неоднозначними. У деяких роботах він підтримував це поняття, але лише як акт самозахисту, в інших він стверджував, що араби повинні бути включені в суспільство ліберальної демократії, що він виступає за, а ще в інших — повністю знехтував потенціалом арабського опору єврейському поселенню і заявив, що врегулювання має продовжуватися, а араби це все проігнорувати.

### Націонал-Месіонізм і Єврейський націоналізм
До 1933 р. ряд членів від національно-месіаністського крила ревізіонізму були натхненими рухом фашизму руху Беніто Муссоліні. Абба Ахімеїр сприймав фашизмом через його стійкий антикомунізм і зосередження на відновленні слави минулого. Як вважали націонал-месіанисти, такі як Урі Зві Грінберг, ревізіоністи мали багато спільних з фашистами поглядів на те, що повинен був робити ревізіоністський рух.
Ідеологія Абба Ахімеїра була заснована в Монументальному дослідженні Заходу, але його орієнтація на сіоністів змусила його адаптувати свої остаточні висновки до умов часу. Основне припущення Ахімеїра полягало в тому, що ліберальна європейська культура була вироджена, і глибоко її проблеми проходили із середини надлишком лібералізму і індивідуалізм. Соціалізм та комунізм були зображені як «надцивілізовані» ідеології. З іншого боку, фашизм, як і сіонізм, був поверненням до коренів національної культури та історичного минулого. За словами Ахметіра, італійський фашизм не був антисемітським або антисіоністським, тоді як комуністична ідеологія і практика були в суті прямо протилежні.
Він також розвивав сприятливе ставлення до фашистської практики та його психологічної політики, таких як принцип віри у всемогутнього лідера, з використанням пропаганди для створення духу героїзму і обов'язку на захист і відродження батьківщини, а також вирощування юнаків в організаціях (як це проявилося в фашистських молодіжних рухах). Анімеїр приєднався до ревізіоністського руху в 1930 році, але ще до вступу він написав чергову статтю під назвою «З записників фашиста» у проревізіоністському журналі «Doar Hayom». Він показав свої профашистські погляди в цій статті, а також написав статтю 1928 року «Про приїзд нашого дуче», щоб відсвяткувати візит Жаботинського до Палестини, і створив новий напрям для ревізіоністського руху, згідно його поглядів.
Коли Ахімеїр перебував на суді в 1932 році через те, що він порушив публічну лекцію в Єврейському університеті, його адвокат Zvi Elihahu Cohen стверджував, що «якщо б не антисемітизм Гітлера, ми б не протистояли його ідеології. Гітлер врятував Німеччину». Том Сегев зауважив: «Це не був незрозумілий вибух». Редакційна стаття в газеті «Ревізіоніст» «Хазіт Хаам» «високо оцінила» геніальну промову Коена. Продовжується, що «соціал-демократи всіх смуг вважають, що рух Гітлера — це порожня оболонка, але ми вважаємо, що є оболонка і ядро, а антисемітська оболонка повинна бути відкинута, але не антимарксистське ядро. Ревізіоністи билися з нацистами лише в тій мірі, в якій вони були антисемітами».
У 1933 році, коли Гітлер прийшов до влади, газета, редактори якої були членами ревізіоністської партії, похвалили нацизм як німецький національно-визвольний рух і сказали, що Гітлер врятував Німеччину від комунізму. Жаботинський відгукнувся, погрожуючи вигнати видавців редакції газет, якщо вони повторили таку «коу-буксиру» Гітлеру.
Національне месіаністське крило відрізнялося від ідеологічного бачення Жаботинського, оскільки 9 серпня 1932 року Жаботинський написав, щоб розповісти Абба Ахімеїру, що його романтичні ідеї та ревність його послідовників вважаються надмірними. «Hatzohar», писав він, був демократичним політичним рухом патриції, а не популістським або романтичним видом. Як наслідок, він стверджував, що поведінка Ахімеїра та його друзів загрожувала власному руху Жаботинського. Він також стверджував, що, якщо погляди Ахметіра були дійсно подібними до тих, які він висловив у своїх статтях та листах, то для двох з них не було місця в тому ж політичному таборі.
Незважаючи на своє загравання з фашизмом, Ахімеїр був також відомий своєю боротьбою проти нацизму, причому найвідоміший приклад — його підйом на дах посольства Німеччини в Єрусалимі, і він зняв прапор зі свастикою. У наступні роки Ахімеїр сказав, що шкодував, що він називає себе «фашистом» (фашистським симпатиком).

### Іргун до Лікуда
Іргун багато в чому сприяв розвитку ідеалів центристів, але мав набагато більш призирливий погляд на участь Англії в управлінні мандатом та на бачення суспільства націоналістами та уряду. Після створення держави Ізраїль іргунське крило Ревізіоністської партії, сформувало Херут, який, своєю чергою, в результаті сформував партію ГАХАЛ, коли партії Херута та Ліберали сформували Об'єднаний список під назвою «Гуш Херут Лібералім» (або гурту-ліберальний блок). У 1973 р. Нова Партія була створена групою партій, в якій переважали ревізіоністські Херут/Гаал. Після того, як відбулися вибори в Кнесет 1977 року, вона стала домінуючою партією в правлячій коаліції і залишається важливою силою в ізраїльській політиці до сьогодні. Під час виборів парламенту 2006, Лікуд втратив багато своїх місць, програвши партії Кадіма. Лікуд повернувся назад в ізраїльські вибори 2009 вибори Кнесета, набираючи 27 місць, хоча і все менше, ніж 28 місць Кадіма. Незважаючи на це, правоцентристські партії, які виступали за коаліцію під керівництвом Лікуда, складають більшість; Лікуд був обраний для формування коаліції. Партія знову стала найсильнішою партією в Кнесету в Ізраїльських парламентських виборах 2012 і сьогодні очолює уряд. У роки з виборів 1977 року, особливо в останнє десятиліття, «Лікуд» зазнав низки розколів у своєму праві, включаючи виїзду з 1998 року Бенні Бегіна, сина засновника Херута Менахема Бегіна (він знову приєднався Лікуд у 2008 році), а в 2005 році перейшов до нього зліва разом з відходом Арієль Шарон та його послідовників, щоб сформувати партію Кадіму.
До них відноситися лідери Лікуда, таких як ізраїльський прем'єр міністр Іцхак Шамір вийшов з фракції, згодом Ліруд Герут, пізніші лідери, такі як Бенджамін Нетаньяху, і Аріель Шарон вийшли з або перейшли до «прагматичного» ревізіоністського крила.